# Spinnarsteklar
Spinnarsteklar (Pamphiliidae) är en familj i insektsordningen steklar. Spinnarsteklar lever i eller nära barrskog och lövskog och livnär sig som larver på att gnaga på barr och blad från träd och buskar. Ofta spinner larverna samman bladen med trådar, därav familjens namn.

## Kännetecken
Spinnarsteklar har en kroppslängd på mellan 10 och 15 millimeter. Kroppen är kraftig, bred och förhållandevis platt och saknar en tydligt insnörd midja. Huvudet är brett och antennerna är trådformade. De flesta arter är mörka och har ofta lite metalliska färger. Flera arter har gula fläckar på kroppen. 
Vingarna är genomskinliga eller svagt rökfärgade och tydligt ådrade. Vingspannet är mellan 10 och 15 millimeter.  

## Utbredning
Spinnarsteklar finns på norra halvklotet.

## Levnadssätt
Spinnarsteklar finns i eller vid barrskog och lövskog. Flygtiden är om sommaren. De genomgår fullständig förvandling med fyra utvecklingsstadier, ägg, larv, puppa och imago.Honan lägger äggen direkt på näringsväxtens blad. Äggen placeras i ett snitt på bladet så att de är skyddade från predatorer och dåligt väder. Ett ägg är cirka tre millimeter långt. 